# The Ones We Seek
The Ones We Seek is een nummer van de Nederlandse band Racoon uit 2024. Het is de derde single van hun achtste studioalbum It Is What It Is.
In een persbericht lieten de leden van Racoon weten dat het nummer "gaat over die zeldzame, waardevolle vriendschap waarbij je elkaar de ongezouten waarheid kunt vertellen, zonder elkaar te kwetsen of verliezen. Een vriendschap die een leven lang duurt, waarbij je op elkaar kunt vertrouwen, ook als het een keer wat minder met je gaat". De plaat is beïnvloed door de West Coastpop uit de jaren '70 en het samenspel van gitaristen Dennis Huige en Maarten van Damme voert de boventoon. "The Ones We Seek" werd een klein succesje in Nederland en bereikte de 16e positie in de Tipparade.

## Tracklijst
Muziekdownload
1. "The Ones We Seek" - 4:34